# PLA2G10
PLA2G10 (англ. Phospholipase A2 group X) – білок, який кодується однойменним геном, розташованим у людей на короткому плечі 16-ї хромосоми. Довжина поліпептидного ланцюга білка становить 165 амінокислот, а молекулярна маса — 18 153.
| 10         |  | 20         |  | 30         |  | 40         |  | 50         |
| ---------- |  | ---------- |  | ---------- |  | ---------- |  | ---------- |
| MGPLPVCLPI |  | MLLLLLPSLL |  | LLLLLPGPGS |  | GEASRILRVH |  | RRGILELAGT |
| VGCVGPRTPI |  | AYMKYGCFCG |  | LGGHGQPRDA |  | IDWCCHGHDC |  | CYTRAEEAGC |
| SPKTERYSWQ |  | CVNQSVLCGP |  | AENKCQELLC |  | KCDQEIANCL |  | AQTEYNLKYL |
| FYPQFLCEPD |  | SPKCD      |  |            |  |            |  |            |

A: Аланін

C: Цистеїн

D: Аспарагінова кислота

E: Глутамінова кислота

F: Фенілаланін

G: Гліцин

H: Гістидин

I: Ізолейцин

K: Лізин

L: Лейцин

M: Метіонін

N: Аспарагін

P: Пролін

Q: Глутамін

R: Аргінін

S: Серин

T: Треонін

V: Валін

W: Триптофан

Кодований геном білок за функцією належить до гідролаз. 
Задіяний у таких біологічних процесах, як метаболізм ліпідів, деградація ліпідів. 
Білок має сайт для зв'язування з іонами металів, іоном кальцію. 
Секретований назовні.